# Crowsenguptus
Crowsenguptus é um género de coleópteros da família Erotylidae.